# هامو ساهیان
هامایاگ گریگوریان متخلص به هامو ساهیان (به ارمنی: Համո Սահյան) (به انگلیسی: Hamo Sahyan) شاعر اهل ارمنستان است.

## زندگی‌نامه
هامو ساهیان در ۱۴ آوریل ۱۹۱۴ در روستای لور، در استان سیونیک، ارمنستان متولد شد.
وی در سال ۱۹۱۷ به شهر باکو مهاجرت کرد و در آنجا پس از پایان تحصیلات متوسطه در انستیتو در سال ۱۹۳۵ در رشته زبان و ادبیات بخش ارمنی انستیتوی تربیت معلم باکو پذیرفته شد و در سال ۱۹۳۹ از این انستیتو فارغ‌التحصیل گردید. ماریا هاکوبیان همسر وی بود.
ساهیان در سال‌های ۱۹۴۵–۱۹۴۱ به هنگام جنگ جهانی دوم در ناوگان جنگی به خدمت پرداخت.
وی از سال ۱۹۴۵ تا ۱۹۴۷ در سردبیری بسیاری از نشریات ارمنی زبان مشارکت داشت و مدت دو سال سردبیر روزنامه ادبی ارمنستان بود. در سال ۱۹۶۷ به عنوان منشی شورای اعطای نشان‌های دولتی جمهوری ارمنستان انتخاب شد.
هامو ساهیان در ۱۷ ژوئیه ۱۹۹۳ در ۷۹ سالگی در شهر ایروان، پایتخت ارمنستان درگذشت.

## کتابشناسی
آثار هامو ساهیان تا کنون در ۱۰ کتاب منشر شده و به اکثر زبان‌های جماهیر شوروی ترجمه گردیده است.

## شعری از هامو ساهیان به نام (دردزادن و اندوه عشق)
| چه دردها که از جهان گذشته‌اند    |  | اما جهان هنوز از درد ناله می‌کند   |
| فضا را به پرواز اندازه می‌گیرد   |  | اما خود از دردهایش رهیدن نمی‌داند… |
| اگر که خدائی هست بگذار چنان کند |  | که من آخرین میرای این جهان باشم   |
| نیز چنان کند تا من              |  | هر چه درد است در جهان ببرم با خود |
| بگذار در جهان، بعد از من        |  | هیچ درد و اندوهی نماند بر جا…     |
| بگذار درد زادن بماند تنها       |  | و اندوه عشق                       |

## شعری از هامو ساهیان به نام (ارمنستانی)
| لبان تو طعم ارمنستان دارد                               |  | همهمه‌هایت همه ارمنستانی ست           |
| لبخندها اشک‌هایت ارمنستانی ست                            |  | آن دست‌های ارمنستان بافت              |
| و تمام شعرهای سروده و ناسروده ات ارمنستانی ست           |  | زندگانی زیسته ات ارمنستانی ست        |
| همهٔ صفحه‌ها و افت و خیزهایت                              |  | آرزوها و شکنجه‌هایت ارمنستانی ست…     |
| و تو چندان ارمنی و ارمنستانی که حتی بدور از ارمنستان هم |  | تمام راه‌های نوردیده ات ارمنستانی ست… |

## نگارخانه

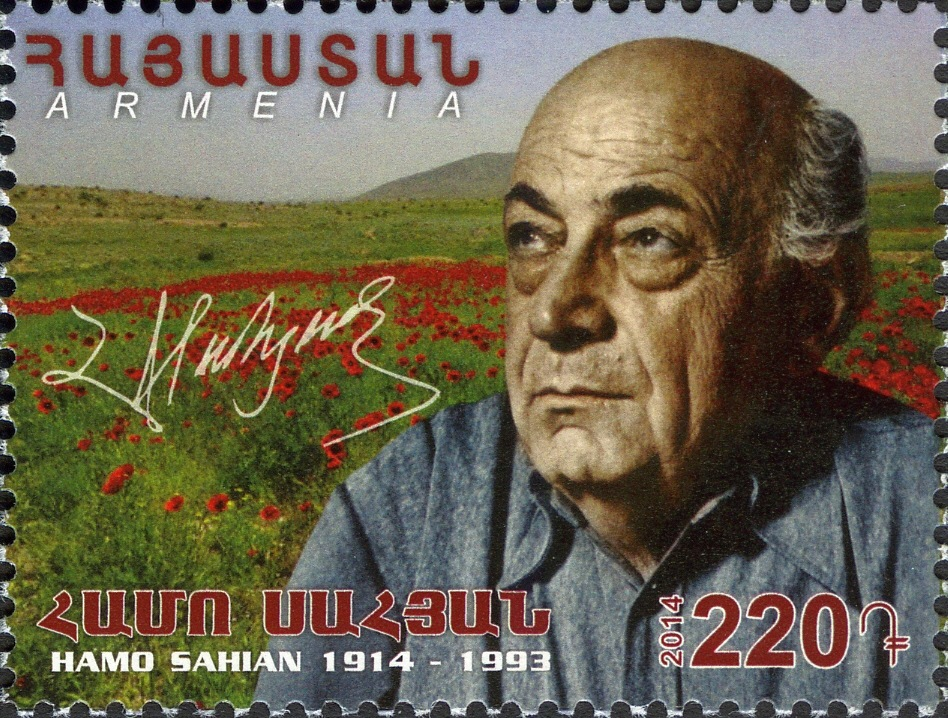
تمبر یادبود ارمنستان (۲۰۱۴)
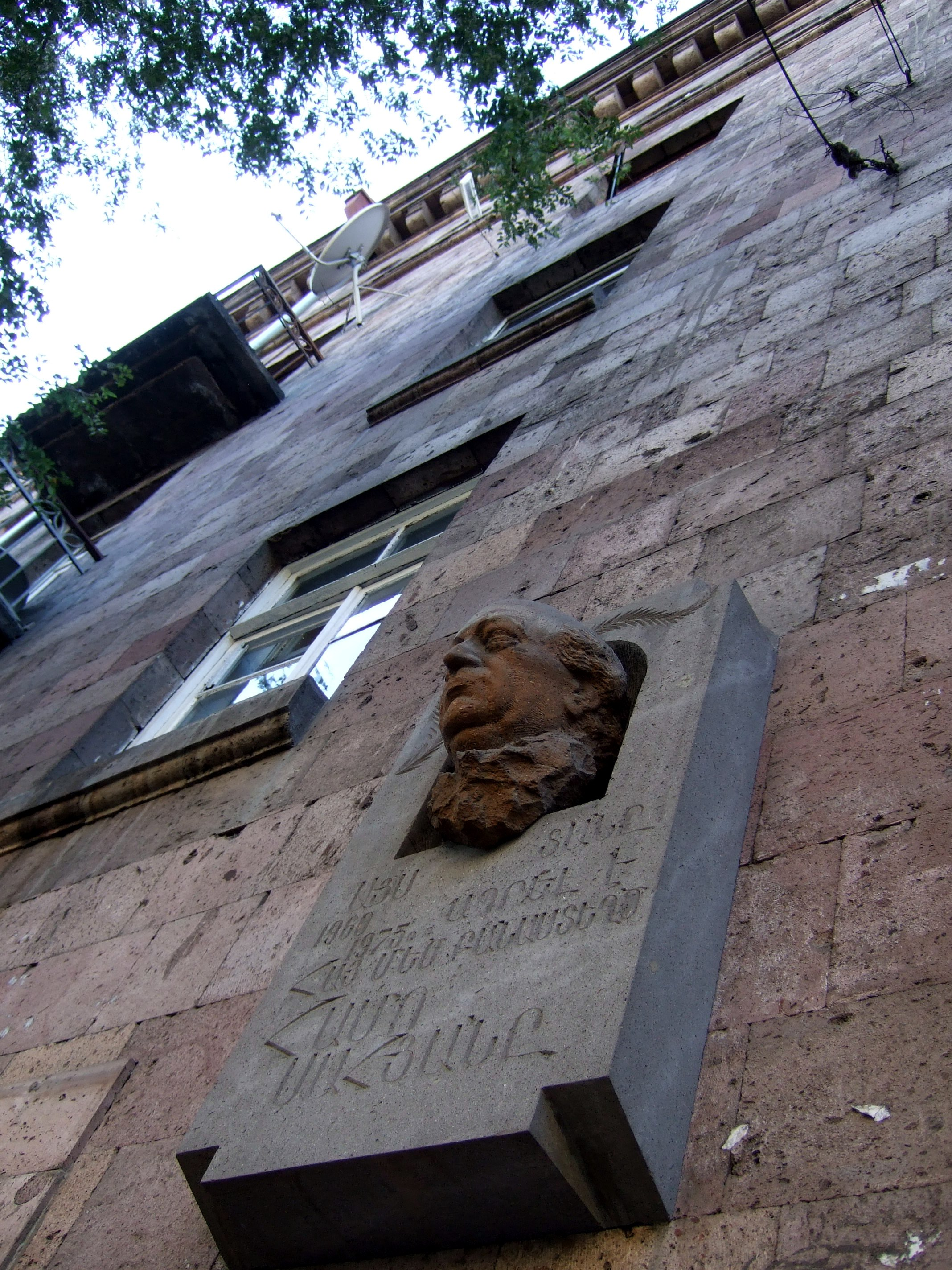
پلاک یادبود در شماره ۳ خیابان کومیتاس خانه هامو ساهیان